# Monopeltis galeata
Monopeltis galeata är en ödleart som beskrevs av  Hallowell 1852. Monopeltis galeata ingår i släktet Monopeltis och familjen Amphisbaenidae. Inga underarter finns listade i Catalogue of Life.